# پناهگاه صخره‌ای چم زرد
پناهگاه صخره‌ای چم زرد مربوط به دوره نوسنگی است و در شهرستان چرداول، بخش هلیلان، دهستان هلیلان، ۱ روستای چم زرد واقع شده و این اثر در تاریخ ۲۶ اسفند ۱۳۸۶ با شمارهٔ ثبت ۲۲۱۴۳ به‌عنوان یکی از آثار ملی ایران به ثبت رسیده است.